# Super League 2017-2018 (India)
La Indian Super League 2017-2018, chiamata ufficialmente 2017 Hero Indian Super League per ragioni di sponsorizzazione, è stata la quarta edizione di uno dei principali campionati del calcio indiano. La stagione è iniziata il 17 novembre 2017 e si è conclusa il 18 marzo 2018 con la vittoria del secondo titolo dell'ISL per il Chennaiyin che si qualifica automaticamente per la Coppa dell'AFC 2019.

## Stagione

### Novità

#### Estensione della lega
In questa stagione ci sono alcune novità, assieme alle 8 squadre già ben collaudate dopo 3 stagioni, entrano a far parte del campionato 2017 il Bengaluru, militante fino alla stagione 2016-2017 nella I-League e vincitrice di 2 titoli in quel campionato, e il Jamshedpur Football Club, squadra creata appositamente per partecipare a questa stagione, passando di fatto a 10 squadre partecipanti.

### Avvenimenti

#### Super Cup
A partire da questa edizione le 10 squadre parteciperanno all'edizione inaugurale della Super Cup. Le prime 6 della classifica, parteciperanno direttamente alle fasi a eliminazione, mentre le ultime 4 passeranno prima per le qualificazioni del torneo.

### Calciomercato

#### Allenatori
Nella fila degli allenatori, i due italiani Gianluca Zambrotta e Marco Materazzi abbandonano rispettivamente le panchine del Delhi Dynamos e del Chennaiyin, e prendono il loro posto Miguel Ángel Portugal nel Delhi, e l'inglese John Gregory nel Chennayin. Mentre il brasiliano Zico abbandona la panchina del Goa e al suo posto allenerà la squadra Sergio Lobera.

## Squadre partecipanti e allenatori

### Squadre partecipanti, stadi e sponsor
| Club            | Stagione | Città      | Stadio                           | Stagione precedente                                                                       |
| --------------- | -------- | ---------- | -------------------------------- | ----------------------------------------------------------------------------------------- |
| ATK             | dettagli | Calcutta   | Rabindra Sarobar Stadium         | 1ª Classificata, finalista di play-off contro Mumbai City Vincitrice Indian Super League. |
| Bengaluru       | dettagli | Bengaluru  | Sree Kanteerava Stadium          | -                                                                                         |
| Chennaiyin      | dettagli | Chennai    | Marina Arena                     | 7ª Classificata.                                                                          |
| Delhi Dynamos   | dettagli | Delhi      | Jawaharlal Nehru Stadium         | 4ª Classificata, semifinalista di play-off.                                               |
| FC Goa          | dettagli | Goa        | Fatorda Stadium                  | 8ª Classificata.                                                                          |
| Jamshedpur      | dettagli | Jamshedpur | JRD Tata Sports Complex          | -                                                                                         |
| Kerala Blasters | dettagli | Kochi      | Jawaharlal Nehru Stadium (Kochi) | 2ª Classificata, finalista di play-off contro Delhi Dynamos.                              |
| Mumbai City     | dettagli | Mumbai     | DY Patil Stadium                 | 3ª Classificata, finalista di play-off contro Atlético de Kolkata                         |
| NorthEast Utd   | dettagli | Guwahati   | Indira Gandhi Athletic Stadium   | 5ª Classificata.                                                                          |
| Pune City       | dettagli | Pune       | Balewadi Stadium                 | 6ª Classificata.                                                                          |

### Allenatori
| Club            | Allenatore                | In carica dal     | Vice-allenatore               |
| --------------- | ------------------------- | ----------------- | ----------------------------- |
| ATK             | Teddy Sheringham          | 8 luglio 2017     | Bastob Roy                    |
| Bengaluru       | Albert Roca               | 2016              | Carles Cuadrat                |
| Chennaiyin      | John Gregory              | 3 luglio 2017     | Mark Lillis                   |
| Delhi Dynamos   | Miguel Ángel Portugal     | 29 giugno 2017    | Gonzalo Yarza                 |
| FC Goa          | Sergio Lobera             | 5 giugno 2017     | Derrick Pereira               |
| Jamshedpur      | Steve Coppell             | 11 luglio 2017    | Ishfaq Ahmed                  |
| Kerala Blasters | René Meulensteen          | 14 luglio 2017    | Thangboi Singto               |
| Mumbai City     | Alexandre Guimarães       | 9 aprile 2016     | Juliano Fontana               |
| NorthEast Utd   | João Carlos Pires de Deus | 8 luglio 2017     | João Carlos Malhante de Pinho |
| Pune City       | Ranko Popović             | 25 settembre 2017 | Vladica Grujic                |

#### Cambio di allenatore
| Squadra         | Allenatore in uscita      | Motivo             | Dal             | Fino al           | Allenatore in entrata     | A partire dal   |
| --------------- | ------------------------- | ------------------ | --------------- | ----------------- | ------------------------- | --------------- |
| FC Goa          | Zico                      | Fine contratto     | 2014            | 18 dicembre 2016  | Sergio Lobera             | pre stagione    |
| Delhi Dynamos   | Gianluca Zambrotta        | Consenso reciproco | 5 luglio 2016   | 14 giugno 2017    | Miguel Ángel Portugal     | pre stagione    |
| Chennaiyin      | Marco Materazzi           | Consenso reciproco | 2014            | 6 marzo 2017      | John Gregory              | pre stagione    |
| Jamshedpur      | nuvova squadra            | nuvova squadra     | nuvova squadra  | nuvova squadra    | Steve Coppell             | pre stagione    |
| Kerala Blasters | Steve Coppell             | Consenso reciproco | 21 giugno 2016  | 12 luglio 2017    | René Meulensteen          | 14 luglio 2017  |
| ATK             | José Francisco Molina     | Consenso reciproco | 5 maggio 2016   | 18 dicembre 2016  | Ashley Westwood           | 14 luglio 2017  |
| NorthEast Utd   | Nelo Vingada              | Consenso reciproco | 16 luglio 2016  | 15 maggio 2017    | João Carlos Pires de Deus | 17 luglio 2017  |
| Pune City       | Antonio López Habas       | Consenso reciproco | 25 aprile 2016  | 15 settembre 2017 | Ranko Popović             | pre stagione    |
| Kerala Blasters | René Meulensteen          | Licenziamento      | 14 luglio 2017  | 3 gennaio 2018    | David James               | 3 gennaio 2018  |
| NorthEast Utd   | João Carlos Pires de Deus | Licenziamento      | 8 luglio 2017   | 3 gennaio 2018    | Avraham Grant             | 4 gennaio 2018  |
| ATK             | Teddy Sheringham          | Licenziamento      | 14 luglio 2017  | 24 gennaio 2018   | Ashley Westwood (Interim) | 24 gennaio 2018 |
| ATK             | Ashley Westwood           | Dimissioni         | 24 gennaio 2018 | 2 marzo 2018      | Robbie Keane              | 3 marzo 2018    |

## Giocatori stranieri
| ATK (8) | Bengaluru (8)                                                                                                   | Chennaiyin (8) | Delhi Dynamos (8)                                                                                      | FC Goa (8)                                                                                   |
| --- | --- | --- | --- | -------------------------------------------------------------------------------------------- |
| Robbie Keane Zequinha Conor Thomas Jordi Figueras Tom Thorpe Ryan Taylor Martin Paterson Sibongakonke Mbatha | John Johnson Juanan Erik Paartalu Dimas Toni Dovale Miku Daniel Segovia Víctor Pérez                            | Iñigo Calderón Raphael Augusto Rene Mihelič Jaime Gavilán Jude Nworuh Gregory Nelson Henrique Sereno Maílson Alves | Paulinho Dias Matías Mirabaje Gabriel Cichero Kalu Uche Manuel Arana Edu Moya Jeroen Lumu Xabi Irureta | Bruno Pinheiro Hugo Boumous Coro Ahmed Jahouh Chechi Manuel Lanzarote Edu Bedia Mark Sifneos |
| Jamshedpur (8)                                                                                               | Kerala Blasters (8)                                                                                             | Mumbai City (8) | NorthEast United (8)                                                                                   | Pune City (8)                                                                                |
| Tiri Sameehg Doutie Memo Kervens Belfort André Bikey Matheus Gonçalves Izu Azuka Wellington Priori           | Iain Hume Courage Pekuson Nemanja Lakić-Pešić Wes Brown Paul Rachubka Dimităr Berbatov Guðjón Baldvinsson Pulga | Lucian Goian Gerson Vieira Éverton Santos Rafa Jordà Léo Costa Márcio Rosário Achille Emana Thiago Santos          | Marcinho José Gonçalves Sambinha Martín Díaz Danilo Hélio Pinto Maic Sema John Mosquera                | Emiliano Alfaro Marcos Tébar Marcelinho Rafa Jonatan Lucca Diego Carlos Marko Stanković Lolo |

## Classifica finale
|                  | Pos. | Squadra         | Pt | G  | V  | N | P  | GF | GS | DR  |
| ---------------- | ---- | --------------- | -- | -- | -- | - | -- | -- | -- | --- |
|                  | 1.   | Bengaluru       | 40 | 18 | 13 | 1 | 4  | 35 | 16 | 19  |
| India (bandiera) | 2.   | Chennaiyin      | 32 | 18 | 9  | 5 | 4  | 24 | 19 | 5   |
|                  | 3.   | FC Goa          | 30 | 18 | 9  | 3 | 6  | 42 | 28 | 14  |
|                  | 4.   | Pune City       | 30 | 18 | 10 | 3 | 5  | 30 | 21 | 9   |
|                  | 5.   | Jamshedpur      | 26 | 18 | 7  | 5 | 6  | 16 | 19 | -3  |
|                  | 6.   | Kerala Blasters | 25 | 18 | 6  | 7 | 5  | 20 | 22 | -2  |
|                  | 7.   | Mumbai City     | 23 | 18 | 7  | 2 | 9  | 25 | 28 | -3  |
|                  | 8.   | Delhi Dynamos   | 19 | 18 | 5  | 4 | 9  | 27 | 37 | -10 |
|                  | 9.   | ATK             | 16 | 18 | 4  | 4 | 10 | 16 | 30 | -14 |
|                  | 10.  | NorthEast Utd   | 11 | 18 | 3  | 2 | 13 | 12 | 27 | -15 |

Legenda:
:       Campione dell'Indian Super League e qualificata alla Coppa dell'AFC 2019.
      Ammesse ai Play-off.
      Ammesse assieme alle prime 4 classificate alla fase a eliminazione diretta della Super Cup 2018.
      Ammesse al girone di qualificazione della Super Cup 2018.

## Spareggi

### Play-off

#### Tabellone
|  | Semifinali | Semifinali | Semifinali | Semifinali | Semifinali |  |  | Finale | Finale     | Finale     | Finale     | Finale |  |
|  |            |            |            |            |            |  |  |        |            |            |            |        |  |
|  | 1          | Bengaluru  | 0          | 3          | 3          |  |  |        |            |            |            |        |  |
|  | 4          | Pune City  | 0          | 1          | 1          |  |  | 1      | Bengaluru  | Bengaluru  | Bengaluru  | 2      |  |
|  | 2          | Chennaiyin | 1          | 3          | 4          |  |  | 2      | Chennaiyin | Chennaiyin | Chennaiyin | 3      |  |
|  | 3          | FC Goa     | 1          | 0          | 1          |  |  |        |            |            |            |        |  |

#### Semifinali
| Pune 7 marzo 2018, ore 20:00 UTC+5:30 Andata | Pune City | 0 – 0 referto | Bengaluru | Shree Shiv Chhatrapati Sports Complex (9284 spett.) |

| Margao 10 marzo 2018, ore 20:00 UTC+5:30 Andata           | FC Goa    | 1 – 1 referto | Chennaiyin | Fatorda Stadium |
| \| \| \| \| \| 64’ Lanzarote \| Marcatori \| 71’ Thapa \| |           |               |            |                 |
|                                                           |           |               |            |                 |
| 64’ Lanzarote                                             | Marcatori | 71’ Thapa     |            |                 |

| Bengaluru 11 marzo 2018, ore 20:00 UTC+5:30 Ritorno                        | Bengaluru | 3 – 1 referto | Pune City | Sree Kanteerava Stadium |
| \| \| \| \| \| 15’, 65’, 89’ (rig.) Chhetri \| Marcatori \| 82’ Jonatan \| |           |               |           |                         |
|                                                                            |           |               |           |                         |
| 15’, 65’, 89’ (rig.) Chhetri                                               | Marcatori | 82’ Jonatan   |           |                         |

| Chennai 13 marzo 2018, ore 20:00 UTC+5:30 Ritorno          | Chennaiyin | 3 – 0 referto | FC Goa | Jawaharlal Nehru Stadium |
| \| \| \| \| \| Jeje 26’, 90’ Ganesh 29’ \| Marcatori \| \| |            |               |        |                          |
|                                                            |            |               |        |                          |
| Jeje 26’, 90’ Ganesh 29’                                   | Marcatori  |               |        |                          |

#### Finale
| Kolkata 18 marzo 2018, ore 20:00 UTC+5:30 Finale                                                         | Bengaluru | 2 – 3                                      | Chennaiyin | Salt Lake Stadium |
| \| \| \| \| \| Sunil Chhetri 9’ Miku 90+2’ \| Marcatori \| 17’, 45’ Maílson Alves 67’ Raphael Augusto \| |           |                                            |            |                   |
| |           |                                            |            |                   |
| Sunil Chhetri 9’ Miku 90+2’                                                                              | Marcatori | 17’, 45’ Maílson Alves 67’ Raphael Augusto |            |                   |

## Statistiche

### Squadre

#### Classifica in divenire
|                     | 1ª | 2ª | 3ª | 4ª | 5ª | 6ª | 7ª | 8ª | 9ª | 10ª | 11ª | 12ª | 13ª | 14ª | 15ª | 16ª | 17ª | 18ª |
| ------------------- | -- | -- | -- | -- | -- | -- | -- | -- | -- | --- | --- | --- | --- | --- | --- | --- | --- | --- |
| Atlético de Kolkata | 1  | 1  | 2  | 2  | 5  | 8  | 9  | 9  | 12 | 12  | 12  | 12  | 12  | 13  | 13  | 13  | 13  | 16  |
| Bengaluru           | 3  | 6  | 6  | 9  | 12 | 12 | 12 | 15 | 18 | 18  | 21  | 24  | 27  | 30  | 33  | 34  | 37  | 40  |
| Chennaiyin          | 0  | 3  | 6  | 9  | 9  | 12 | 13 | 16 | 17 | 20  | 20  | 23  | 23  | 24  | 27  | 28  | 29  | 32  |
| Delhi Dynamos       | 3  | 3  | 3  | 3  | 3  | 3  | 3  | 4  | 4  | 7   | 7   | 7   | 8   | 11  | 12  | 15  | 18  | 19  |
| FC Goa              | 3  | 3  | 6  | 9  | 12 | 12 | 13 | 13 | 16 | 19  | 19  | 20  | 20  | 20  | 21  | 24  | 27  | 30  |
| Jamshedpur          | 1  | 2  | 3  | 6  | 6  | 9  | 9  | 10 | 10 | 13  | 16  | 16  | 19  | 22  | 25  | 26  | 26  | 26  |
| Kerala Blasters     | 1  | 2  | 3  | 3  | 6  | 7  | 7  | 8  | 11 | 14  | 14  | 14  | 17  | 20  | 21  | 24  | 25  | 25  |
| Mumbai City         | 0  | 3  | 3  | 4  | 7  | 7  | 10 | 13 | 14 | 14  | 14  | 17  | 17  | 17  | 20  | 23  | 23  | 23  |
| NorthEast United    | 1  | 1  | 4  | 4  | 4  | 4  | 4  | 7  | 7  | 10  | 10  | 11  | 11  | 11  | 11  | 11  | 11  | 11  |
| Pune City           | 0  | 3  | 6  | 6  | 9  | 9  | 12 | 15 | 16 | 16  | 19  | 22  | 22  | 25  | 28  | 29  | 29  | 30  |

### Primati stagionali

#### Squadre
- Maggior numero di vittorie:  Bengaluru (13)
- Minor numero di sconfitte:  Bengaluru,  Chennaiyin (4)
- Miglior attacco:  FC Goa (42)
- Miglior difesa:  Bengaluru (16 gol subiti)
- Miglior differenza reti:  Bengaluru (19)
- Maggior numero di pareggi:  Kerala Blasters (7)
- Minor numero di pareggi:  Bengaluru (1)
- Partita con più spettatori:
- Partita con meno spettatori:
- Media spettatori più alta:
- Media spettatori più bassa:
- Minor numero di vittorie:  NorthEast Utd (3)
- Maggior numero di sconfitte:  NorthEast Utd (13)
- Peggior attacco:  NorthEast Utd (12)
- Peggior difesa:  Delhi Dynamos (37)
- Peggior differenza reti:  NorthEast Utd (-15)
- Partita con più reti:
- Partita con maggiore scarto di gol:
- Miglior serie positiva:  Bengaluru (5 vittorie consecutive)
- Peggior serie negativa:  Delhi Dynamos (6 sconfitte consecutive)

### Individuali

#### Classifica marcatori
| Gol | Rigori |  | Giocatore        | Squadra         |
| --- | ------ |  | ---------------- | --------------- |
| 17  | 1      |  | Ferran Corominas | FC Goa          |
| 14  | 1      |  | Nicolás Fedor    | Bengaluru       |
| 13  | 4      |  | Kalu Uche        | Delhi Dynamos   |
| 13  | 3      |  | Manuel Lanzarote | FC Goa          |
| 13  | 3      |  | Sunil Chhetri    | Bengaluru       |
| 10  |        |  | Marcelinho       | Pune City       |
| 9   | 4      |  | Emiliano Alfaro  | Pune City       |
| 9   | 1      |  | Jeje Lalpekhlua  | Chennaiyin      |
| 6   |        |  | Balwant Singh    | Mumbai City     |
| 6   |        |  | Éverton Santos   | Mumbai City     |
| 6   |        |  | Robbie Keane     | ATK             |
| 5   |        |  | Thiago Santos    | Mumbai City     |
| 5   |        |  | Mark Sifneos     | FC Goa          |
| 5   | 1      |  | Iain Hume        | Kerala Blasters |
| 4   |        |  | Seminlen Doungel | NorthEast Utd   |
| 4   |        |  | Adil Khan        | Pune City       |
| 4   |        |  | C.K. Vineeth     | Kerala Blasters |
| 4   | 1      |  | Marcinho         | NorthEast Utd   |
| 4   | 1      |  | Manuel Arana     | FC Goa          |